# Marc de Beauvau-Craon (1676-1754)
Pour les articles homonymes, voir Marc de Beauvau-Craon, Famille de Beauvau, Beauvau-Craon et Beauvau.
Marc de Beauvau, marquis de Beauvau, prince de Craon et du Saint-Empire, marquis d'Haroué et de Craon, grand connétable de Lorraine, grand d'Espagne, et vice-roi de Toscane, est un gentilhomme Lorrain, né le 2 avril 1676 à Nancy et mort le 10 mars 1754 à Haroué.

## Origines et famille
Marc de Beauvau est issu de la branche de la famille de Beauvau qui avait joint à son nom celui de Craon (branche dite de Beauvau-Craon : en hommage à la mère de Jean IV de Beauvau, Jeanne de Craon), une très ancienne famille originaire du Maine dans le duché d'Anjou qui servit les rois de France et les ducs de Lorraine depuis le Moyen Âge.
Marc de Beauvau-Craon est le fils de Louis de Beauvau, marquis de Beauvau (1638–1703 ; sire de Fléville et de Fains, capitaine des Gardes du duc de Lorraine, issu par les femmes des anciens seigneurs de Craon (Mayenne)), et de sa seconde épouse, Anne de Ligny du Charmel (par sa première femme Charlotte de Florainville de Fains, une descendante d'Achille de Beauvau, Louis de Beauvau était le père de Marie-Louise de Beauvau qui épousa Charles-Louis, marquis de Bassompierre, Grand-bailli des Vosges et maréchal de Lorraine, petit-neveu du maréchal).
Marc de Beauvau-Craon est le père de Charles-Juste de Beauvau-Craon, 2e prince de Beauvau.

## Biographie
Ami d'enfance du duc de Lorraine Léopold, le marquis de Beauvau en est le favori, tandis que son épouse Anne-Marguerite de Ligniville, issue de l'illustre famille de Ligniville en est la favorite. Léopold nomme Marc de Beauvau gouverneur (tuteur), puis grand écuyer de son fils, le prince héréditaire François de Lorraine, plus tard duc de Lorraine puis empereur du Saint-Empire. Léopold érige la baronnie d'Haudonviller (aujourd'hui Croismare) en marquisat de Craon, ainsi nommé en référence à la seigneurie ancestrale de Craon (Mayenne).
Léopold lui offre encore le marquisat d'Haroué, au sud de Nancy, où Marc de Beauvau-Craon fait construire le nouveau château d'Haroué entre 1720 et 1729 par Germain Boffrand, l'architecte du château de Lunéville. Enfin, le duc de Lorraine fait conférer à son favori par l'empereur Charles VI la dignité de prince du Saint-Empire, en même temps qu'il est créé premier prince de Craon, en 1722 (Haroué ayant été rebaptisé principauté de Craon).
Marc de Beauvau est chargé de négocier et d'organiser le mariage du duc François, dès lors grand-duc de Toscane, avec l'archiduchesse Marie-Thérèse d'Autriche, conclu le 12 février 1736 au terme d'arrangements dynastiques qui amènent le rattachement de la Lorraine à la France. Le grand-duc François (II), désormais gendre de Charles VI et bientôt empereur lui-même, laisse l'administration de son nouvel État à Marc de Beauvau, avec le titre de vice-roi.
Lorsque le roi de Pologne Stanislas Leszczynski devient duc de Lorraine en 1737, il réside au château d'Haroué et devient l'amant de l'une des filles de Marc de Beauvau, Marie Françoise Catherine.
En 1739, le marquis est fait Chevalier de l'ordre de la Toison d'or par Charles VI.
Marc de Beauvau réside à Florence jusqu'à ce qu'il se retire en 1749, à l'âge de 70 ans. A titre posthume, il est nommé Maréchal général des camps et armées du Roi.
L'épée qu'il porta pour la pompe funèbre du duc Léopold de Lorraine en 1729 a été acquise en 2017 par le Palais des ducs de Lorraine .

## Postérité
L'écrivain britannique Horace Walpole le décrit comme « un vieil homme simple et jovial, pauvre et extravagant, aimant le polo, la Princesse, et les babioles. »

## Récapitulatif

### Décorations
| Chevalier de la Toison d'or |

- Chevalier de la Toison d'or (ordre autrichien, 1739, brevet no 703) ;

### Armoiries
D'argent, à quatre lions de gueules, armés, lampassés et couronnés d'or, 2 et 2,.

### Descendance
Il épouse le 16 décembre 1704 à Lunéville, Anne-Marguerite de Ligniville (1686–1772), comtesse du Saint-Empire, dame d'honneur de la duchesse de Lorraine, (et maitresse du duc Léopold Ier).
Le couple eut vingt enfants : 8 fils et 12 filles, parmi lesquels :
- Élisabeth Charlotte (1705-1787 Saint-Germain en Laye[7]) qui épousa Charles Ferdinand François de La Baume (La Baume-Montrevel), marquis de Saint-Martin et de Pesmes ;
- Anne-Marguerite-Gabrielle (1707–1790) qui épousa en premières noces Jacques-Henri de Lorraine, prince de Lixheim et Mortagne ; en deuxièmes noces Gaston Pierre de Lévis, maréchal-duc de Mirepoix ;
- Gabrielle Françoise (1708–1758) qui épouse Gabriel Alexandre d'Alsace, prince de Chimay ;
- Marie Philippe Tècle (1709–1748), chanoinesse ;
- Nicolas Simon Jude (1710–1734), prêtre ;
- Marie-Françoise-Catherine (1711–1787) qui épousa Louis-François de Boufflers, marquis de Remiencourt ;
- François Vincent Marc (1713–1742), primat de Lorraine de 1722 à sa mort ;
- Léopold Clément (1714–1723), présenté de minorité dans l'ordre de Saint-Jean de Jérusalem en 1715[8] ;
- Marie Louise Eugénie (1715–1734), abbesse ;
- Henriette Augustine (1716–?), religieuse de la Visitation ;
- Charlotte Nicole (1717–1787) qui épousa Léopold-Clément de Bassompierre, arrière-petit-neveu du maréchal[9],[10] ;
- Charles-Juste (1720–1793), maréchal de France ; épousa en premières noces Marie-Sophie-Charlotte de La Tour d'Auvergne, puis en deuxièmes noces Marie-Charlotte-Sylvie de Rohan-Chabot, fille de Guy-Auguste ;
- Ferdinand, 2e prince de Craon (1723–1790), épouse Louise Desmier d'Archiac, fille de Étienne-Louis Desmier d'Archiac, lieutenant-général des armées du roi, et petite-fille de Jean-Henri d'Anthès ;
- Gabrielle-Charlotte (octobre 1724 – après 1790), chanoinesse-comtesse de Remiremont, dernière abbesse de Saint-Antoine-des-Champs (de 1760 à la Révolution) ;
- Alexandre, comte de Beauvau-Craon (1725–1745), tué à la bataille de Fontenoy.